# Aucacris
Aucacris is een geslacht van rechtvleugeligen uit de familie Ommexechidae. De wetenschappelijke naam van dit geslacht is voor het eerst geldig gepubliceerd in 1929 door Hebard.

## Soorten
Het geslacht Aucacris omvat de volgende soorten:
- Aucacris bullocki Rehn, 1943
- Aucacris eumera Hebard, 1929